# مرید (رمان)
مرید (به فرانسوی: Le Disciple) رمانی از پل بورژه، نویسندهٔ اهل فرانسه است.